# Caeruleuptychia
Genre
Caeruleuptychia est un genre sud-américain de lépidoptères (papillons) de la famille des Nymphalidae et de la sous-famille des Satyrinae.

## Systématique
Le genre Caeruleuptychia a été décrit par l'entomologiste allemand Walter Forster en 1964.
Son espèce type est Euptychia caerulea Butler, 1869.

## Liste des espèces
D'après FUNET Tree of Life (13 avril 2019) :
- Caeruleuptychia aegrota (Butler, 1867) — Brésil
- Caeruleuptychia brixius (Godart, [1824]) — Brésil, Guyane[3]
- Caeruleuptychia caerulea (Butler, 1869) — Brésil, Guyane[3]
- Caeruleuptychia coelestis (Butler, 1867) — Brésil
- Caeruleuptychia coelica (Hewitson, 1869) — Équateur
- Caeruleuptychia cyanites (Butler, 1871) — Brésil, Argentine
- Caeruleuptychia divina (Weymer, 1911) — Bolivie
- Caeruleuptychia glauca (Weymer, 1911) — Bolivie
- Caeruleuptychia helena (Anken, 1994) — Brésil
- Caeruleuptychia helios (Weymer, 1911) — Bolivie, Guyane[3]
- Caeruleuptychia lobelia (Butler, 1870) — Bolivie, Équateur
- Caeruleuptychia mare (Butler, 1869) — Brésil
- Caeruleuptychia penicillata (Godman, 1905) — Brésil, Guyane[3]
- Caeruleuptychia pilata (Butler, 1867) — Brésil
- Caeruleuptychia scopulata (Godman, 1905) — Panama, Bolivie, Pérou
- Caeruleuptychia tenera (Weymer, 1911) — Bolivie
- Caeruleuptychia twalela Brévignon, 2005 — Guyane[3]
- Caeruleuptychia umbrosa (Butler, 1870) — Équateur, Pérou
- Caeruleuptychia urania (Butler, 1867) — Brésil
- Caeruleuptychia ziza (Butler, 1869) — Pérou